# Kleinbahn Ellrich–Zorge T 1
Der Kleinbahn Ellrich–Zorge T 1 war ein Triebwagen der Kleinbahn Ellrich–Zorge. Er wurde 1937 als erster Triebwagen auf der Kleinbahnstrecke in Dienst gestellt.
Das Fahrzeug erhielt bei der Kleinbahnabteilung des Provinzialverbandes Sachsen 1940 die Bezeichnung T 11. Von der Deutschen Reichsbahn wurde er nach dem Krieg als VT 135 533 übernommen und bekam ab 1970 die neue EDV-Bezeichnung 186 022-0. Das Fahrzeug ist umgangssprachlich als Großer Wettiner klassifiziert. Es war bis 1971 im Betriebsdienst eingesetzt. Das Fahrzeug ist nicht mehr vorhanden.

## Geschichte
Mit dem Ansteigen der Fahrgastzahlen auf den provinzialsächsischen Nebenbahnen waren die eingesetzten Kleinen Wettiner auf ihren Einsatzstrecken an die Leistungsgrenze gelangt. Dadurch wurde von der Generalverwaltung in Merseburg der Bau einer vergrößerten Triebwagenbaureihe mit einem Achsstand von 5,8 m, einer Länge von 11 m und einer Sitzplatzanzahl von etwa 40 Sitzplätzen bei der Gottfried Lindner AG in Ammendorf in Auftrag gegeben. Der KEZ T 1 gehörte zu den ersten beiden Fahrzeugen dieser Klassifikation, er wurde Mitte 1937 bei der Kleinbahn Ellrich–Zorge in Dienst gestellt. Ein baugleiches Fahrzeug wurde im selben Jahr bei der Delitzscher Kleinbahn AG in Betrieb genommen, 1939 erhielten die Kleinbahn-AG in Genthin, die Langensalzaer Kleinbahn AG und die Kleinbahn Wallwitz-Wettin je ein Fahrzeug. 
Da sich in der Literatur keine technischen Daten über den KEZ T 1 finden lassen, wurden die von dem Großen Wettiner der Bahnstrecke Wallwitz–Wettin zur Grundlage gewählt. Einzelne Maße können demzufolge von dem KEZ T 1 abweichen.
Dieser Große Wettiner trug fortan die Hauptlast auf der Kleinbahn Ellrich–Zorge. Über Kriegseinsätze liegen keine Angaben vor. Als 1945 durch die Zonentrennung der Verkehr auf der KEZ eingestellt wurde, gelangte der KEZ T 1 zunächst auf die Kyffhäuser Kleinbahn AG, bis 1946 ein Motorschaden zu seiner Abstellung zwang. Da im selben Jahr der T 28 der Kleinbahn Heudeber–Mattierzoll durch Brand vernichtet wurde, gelangte der KEZ T 1 zu der benannten Bahnlinie und bekam dort den Ersatzmotor des T 28. Während der T 1 ein Großer Wettiner, gebaut von Lindner war; ist der T 28 von der WUMAG nach Zeichnung VT/A 3099 Baujahr 1934 beschafft worden, dieses Fahrzeug hatte einen Achsstand von sechs Metern und in den Vorräumen zusätzliche Fenster, beim KEZ T 1 fehlen die Fenster in den Vorräumen, der Achsstand ist 200 mm kürzer, also 5.800 Millimeter. 
Der KEZ T 1 wurde von der Deutschen Reichsbahn übernommen und als VT 135 533 bezeichnet. Das Fahrzeug führte den Betrieb auf der Kleinbahn Heudeber–Mattierzoll weiter durch. Beiträge über durchgeführte Leistungen fehlen in der Literatur, es wurde lediglich vermerkt, dass es 1971 ausgemustert und verschrottet wurde. Zuvor hatte es noch formell die EDV-Bezeichnung 186 022-0 erhalten.

## Konstruktive Merkmale
Der Triebwagen gehörte zu einer Serie von Triebwagen für provinzialsächsische Kleinbahnen, von denen die WUMAG in Görlitz schon 1933 die Konstruktion erstellt hatte. Daraufhin wurden von der WUMAG, der Dessauer Waggonfabrik und Lindner mehrere Fahrzeuge für diese Kleinbahnen hergestellt. Dieses Fahrzeug stellt die Variante der Großen Wettiner dar, die von Lindner in Ammendorf hergestellt wurde.
Das Untergestell und das Kastengerippe, das außen mit 1,5 mm starkem Blech verkleidet war, bestanden aus elektrisch verschweißten Baustahlprofilen. Konstruiert waren die Fahrzeuge als Solofahrzeuge. Deshalb hatten sie anfangs keine Zug- und Stoßvorrichtung. Für den Beiwagenbetrieb wurden sie später mit einer leichten Zug- und Stoßeinrichtung versehen. Als Bremseinrichtung besaß er eine einlösige Bremse der Bauart Knorr, die für einen Beiwagenbetrieb vorgesehen war. Gebremst wurden die Achsen nur einseitig. Gesandet wurde die Antriebsachse mit Druckluft. Die Inneneinrichtung unterteilte sich in das Fahrgastabteil und die beiden Führerstände. Sie waren durch Trennwände und Drehtüren voneinander getrennt. Der Fußboden bestand aus Kiefernholz, das mit Linoleum belegt war. Über Klappen im Fußboden konnte die Maschinenanlage gewartet werden. Das Fahrzeug verfügte über 35 gepolsterte Sitzplätze mit Armlehnen, zur damaligen Zeit eine Verbesserung des Reisekomforts. Im Unterschied zu den Fahrzeugen der Kleinen Wettiner hatte das Fahrzeug eine Toilette.
Angetrieben wurden das Fahrzeug von dem Sechszylinder-Viertakt-Dieselmotor OM 54 von Mercedes-Benz. In den 1950er Jahren wurden die verschlissenen Originalmotoren durch einen vom Motorenwerk Schönebeck ersetzt. Die Kraftübertragung erfolgte über das Mylius-Getriebe und ein Achswendegetriebe, das mit einer Drehmomentenstütze versehen war. Beheizt war das Fahrzeug über eine Warmwasserheizung, die so ausgelegt war, dass das Innere des Wagens bei −20 °C Außentemperatur auf +20 °C beheizt werden konnte.